# Пропульсор
Пропульсор — це механічний пристрій, який забезпечує рух. Це слово зазвичай використовується в морській народній мові та означає механічний вузол, складніший за гвинт. Прикладами є форсунка Корта, струминний насос і підрулюючий пристрій з ободом.
Приклад рушія показано на супровідному малюнку. Він має кожух, який зменшує кавітацію на кінчику леза та випромінюваний шум. Він також має роторний елемент і статор. Статор зосереджує тягу в осьовому напрямку та зменшує витрати енергії на тангенціальний потік (таким чином усуваючи крутний момент на корпусі). Кількість лопатей у роторі та статорі зазвичай буде двома різними простими числами, щоб уникнути стоячих хвиль. Лопаті в роторі або статорі можуть бути нахилені під кутом для подальшого зменшення шуму. Фізичний дизайн і компонування дуже схожі на одноступеневий осьовий компресор.

## Інші рушії

### Рушій Фойта — Шнайдера

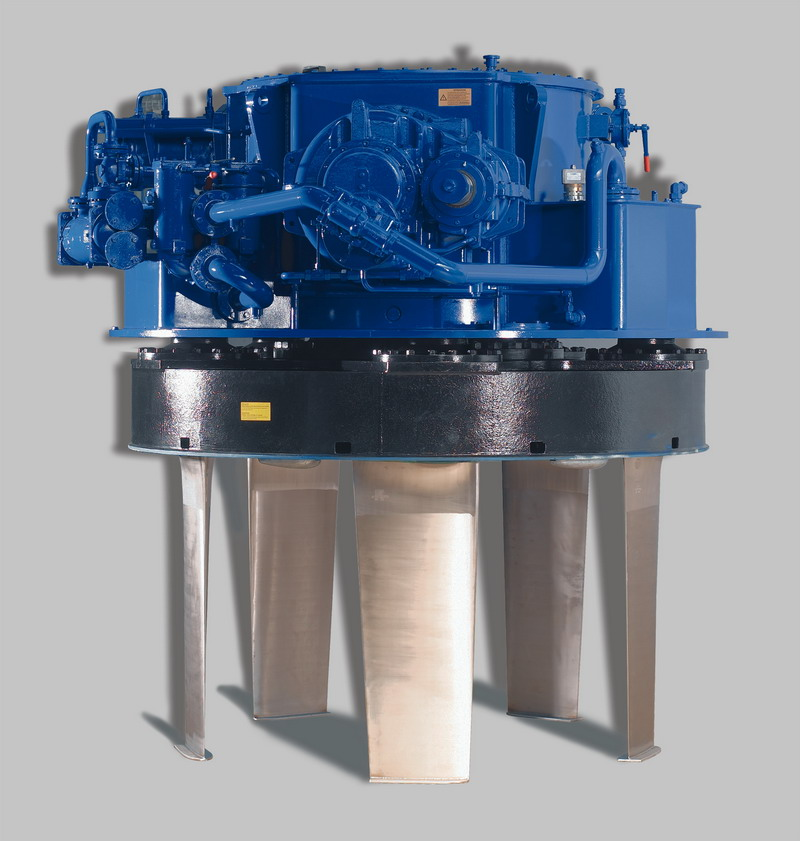
Рушій Фойта — Шнайдера

Судновий крильчатий рушій, також відомий як циклоїдний привід, є спеціалізованою морською силовою установкою. Він дуже маневрений, здатний майже миттєво змінювати напрямок своєї тяги. Широко використовується на буксирах і поромах.
З круглої пластини, що обертається навколо вертикальної осі, круглий ряд вертикальних лопатей (у формі підводних крил) виступає з днища корабля. Кожне лезо може обертатися навколо вертикальної осі. Внутрішня передача змінює кут атаки лопатей синхронно з обертанням пластини, так що кожна лопать може забезпечувати тягу в будь-якому напрямку, дуже подібно до колективного та циклічного керування кроком у вертольоті.

### Азимутальний рушій

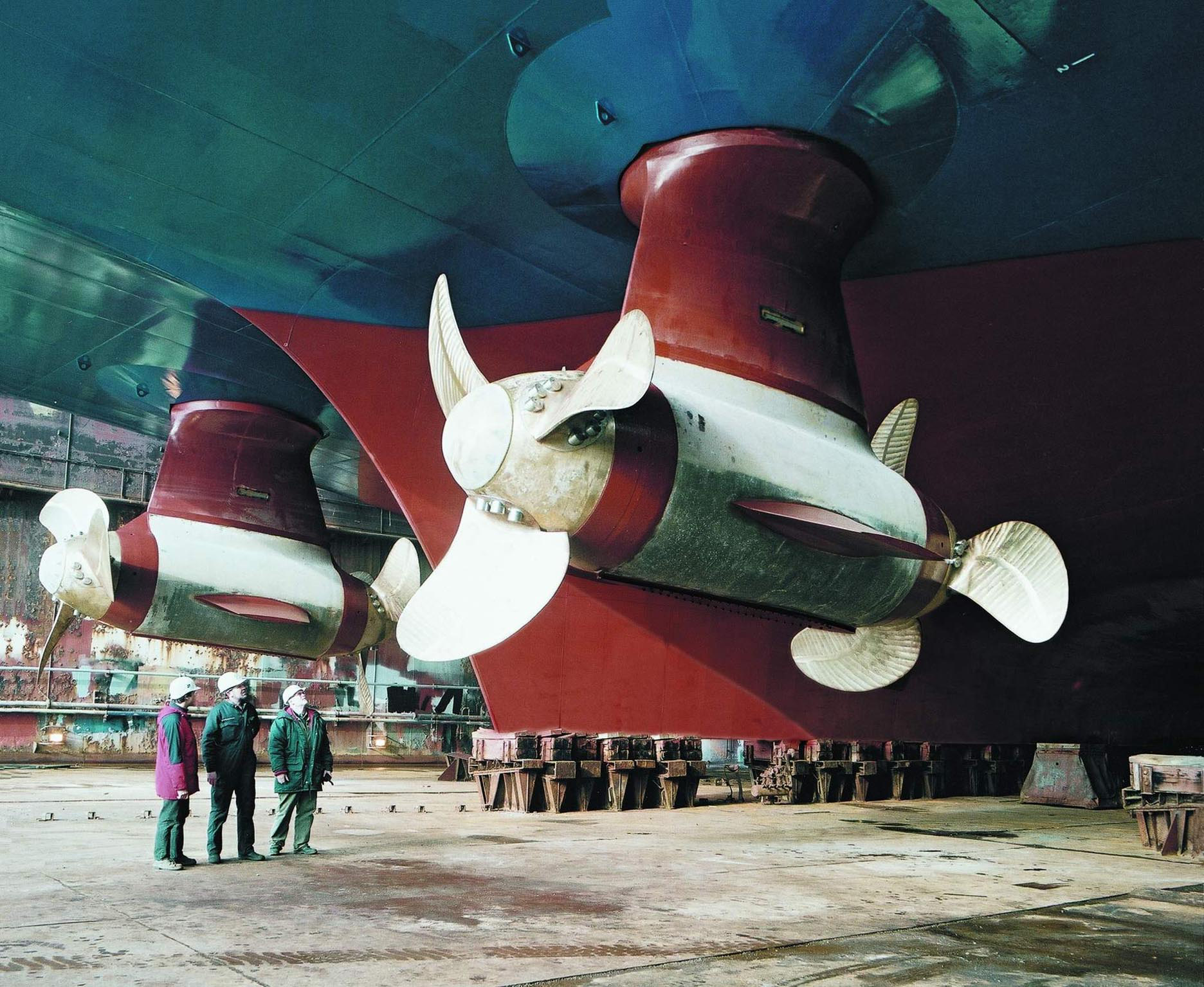
Азимутальні двигуни Siemens Schottel

Азимутальний підрулювач — це конфігурація корабельних гвинтів, розміщених у контейнерах, які можна обертати в горизонтальній площині, що робить непотрібним кермо. Вони дають суднам кращу маневреність, ніж фіксована система гвинта та керма.

## Дивись також
- Z-привід
- L-привід
- Конструкція осьового вентилятора
- Осьовий компресор